# تشريح الجثة (فلم)
تشريح الجثة (بالإنجليزية: Autopsy) هو فيلم رعب أمريكي لعام 2008 من إخراج آدم غيراش. وبطولة مايكل بوين، جيسيكا لاوندز، روبرت باتريك.

## روابط خارجية
- تشريح الجثة على موقع IMDb (الإنجليزية)
- تشريح الجثة على موقع روتن توميتوز (الإنجليزية)
- تشريح الجثة على موقع ألو سيني (الفرنسية)
- تشريح الجثة على موقع أول موفي (الإنجليزية)
- تشريح الجثة على موقع فيلمافينيتي (الإسبانية)
- تشريح الجثة على موقع قاعدة بيانات الفيلم (الإنجليزية)
- تشريح الجثة على موقع ليتربوكسد (الإنجليزية)
- تشريح الجثة على موقع كينوبويسك (الروسية)